# Kolébka

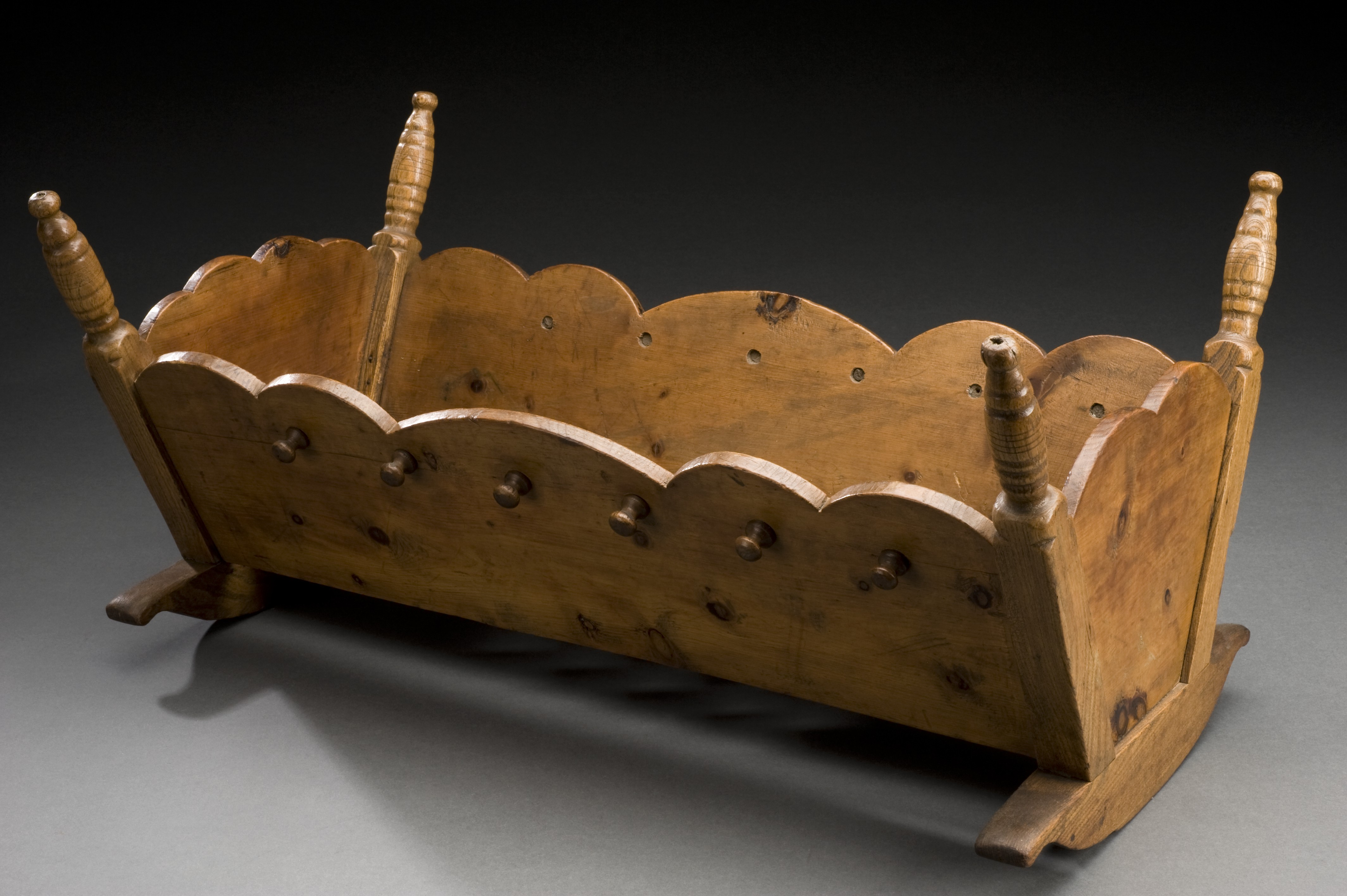
kolébka

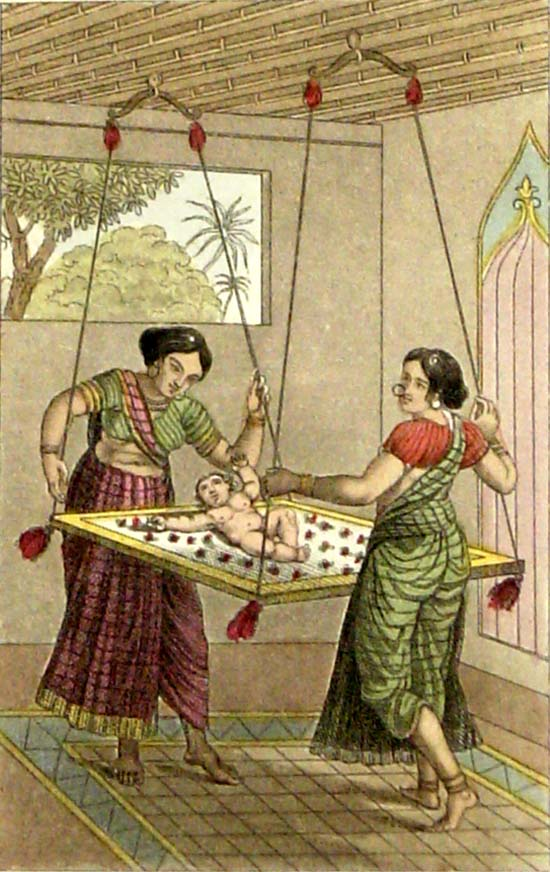
Indická závěsná kolébka

Kolébka je nábytková součást, která slouží k uspávání nejmenších dětí. Jde o houpací postýlku. Houpání je umožněno buď obloukovitými díly na nohách postýlky nebo závěsným systémem. Kolébky se používaly v různých historických obdobích a kulturách po celém světě.

## Typy kolébek
dřevěná kolébka - kolébka stojící na zemi. Houpala se buďto na obloukových nohách, nebo pohybem volné části s košíkem v pevné konstrukci.
hamaka - kolébka z jednoho pruhu látky ukotvená například ke 2 stromům či sloupům v obydlí je využívána mnoha přírodními národy. Její obdobou je houpací síť využívaná k relaxaci.
závěsná kolébka - kolébka zavěšovaná od stropu byla běžnou součásti středověkých a novověkých obydlí. Měly podobu buďto vystlané dřevěné bedýnky, košíku nebo byly vyrobeny z látky. Závěsné kolébky byly také často využívány venku ať už v podobě plachty či loktuše zavěšené na nízké větvi stromu či na trojnožkách, aby dítě bylo v suchu a bezpečí zatímco rodič pracoval např. na poli. Takovým kolébkám se říkávalo např. hejčadlo. Moderní obdobou závěsné kolébky je tzv. hacka, kde houpání zajišťuje pružina.

## Galerie

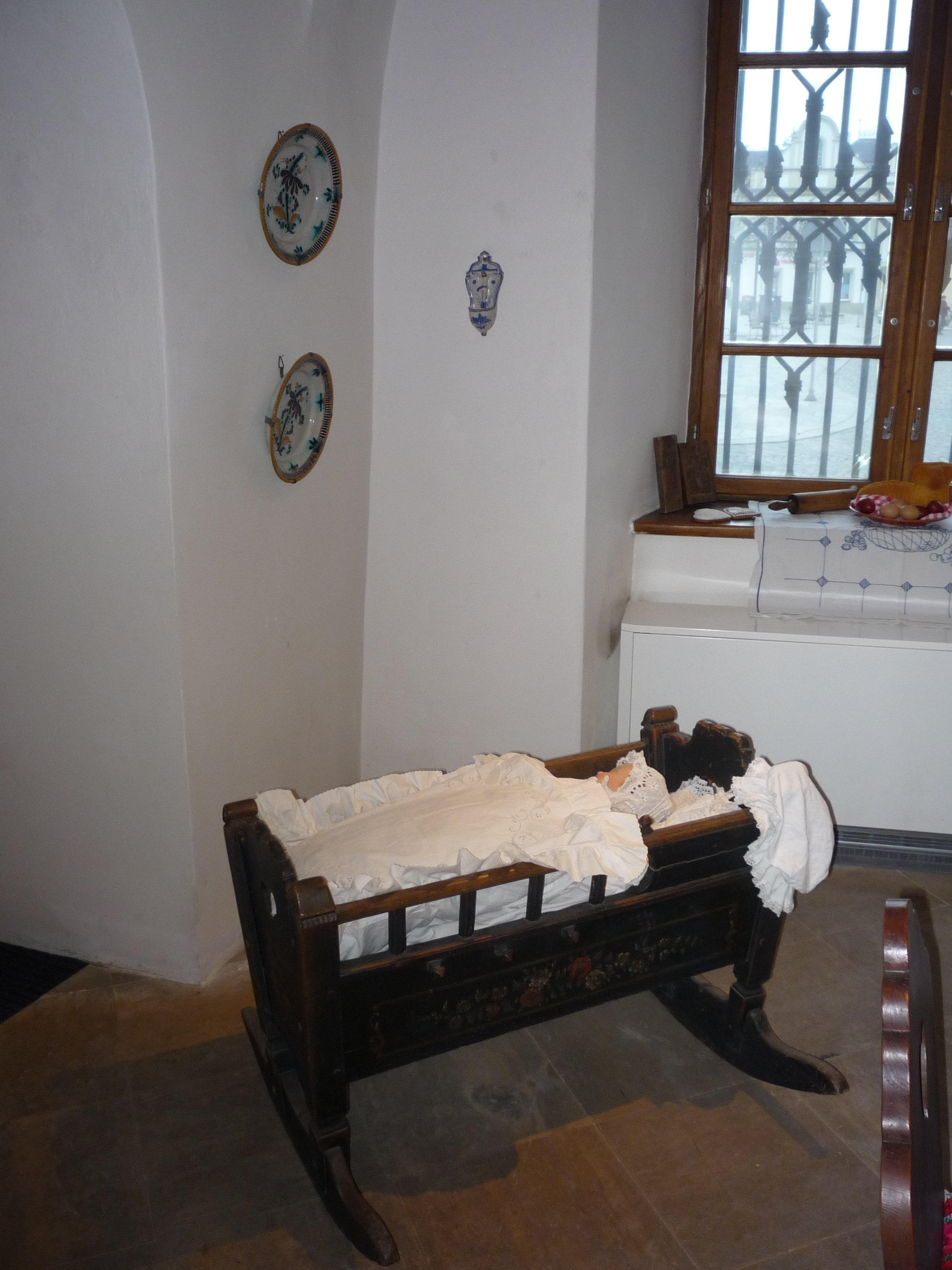
dřevěná kolébka z Vysočiny
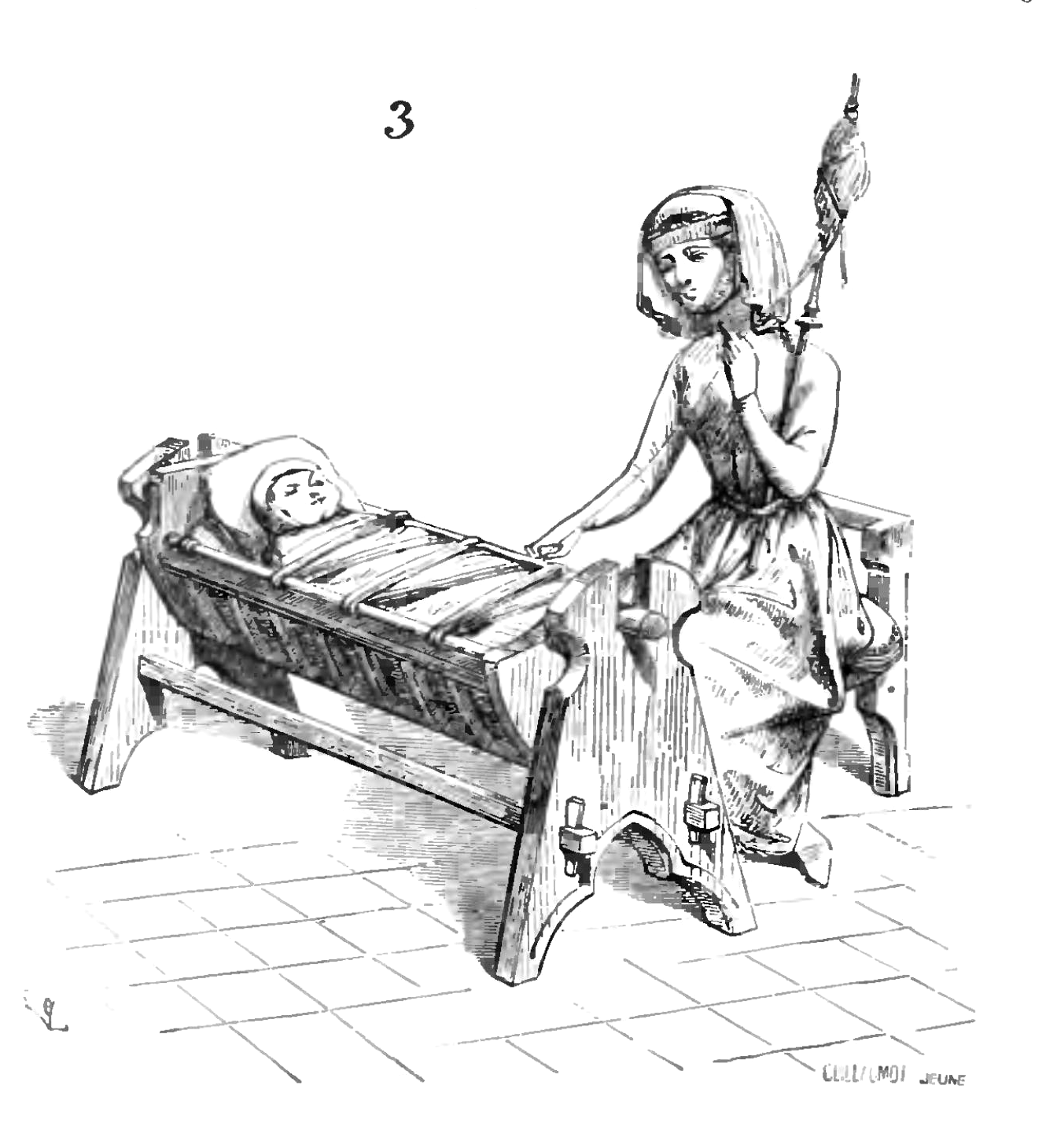
dřevěná kolébka (19. stol.)
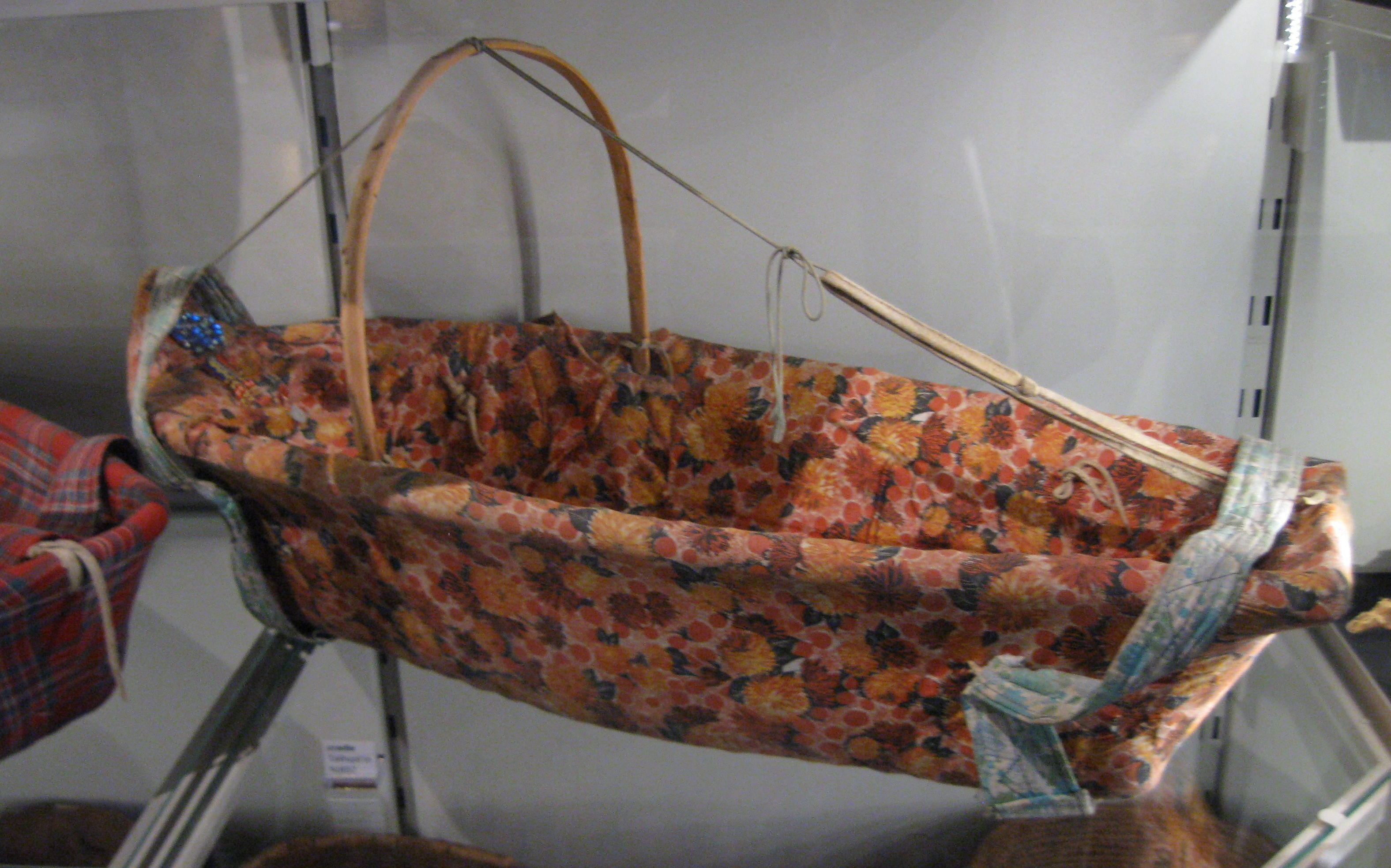
indiánská kolébka kmene Tsilhqot (Kanada)
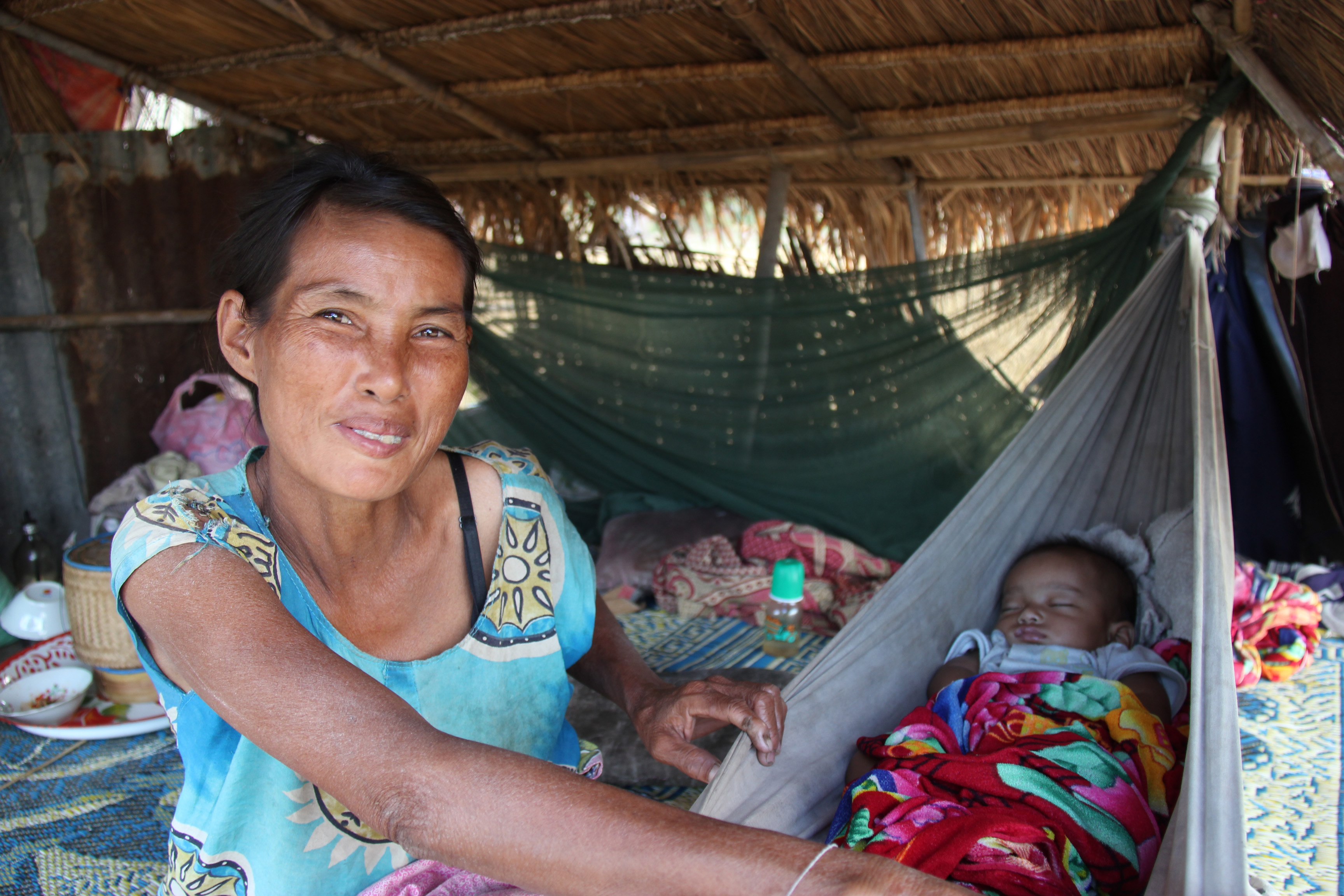
hamaka (Laos)
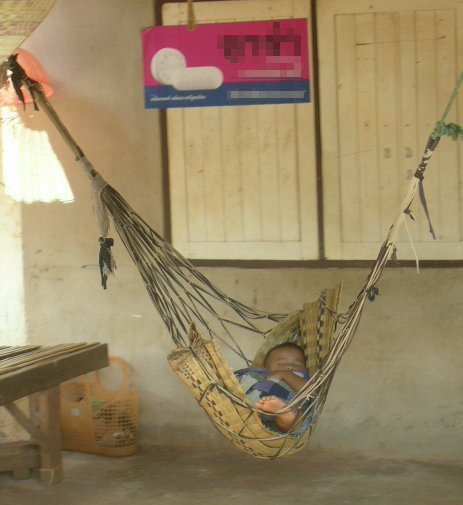
hamaka (Thajsko)
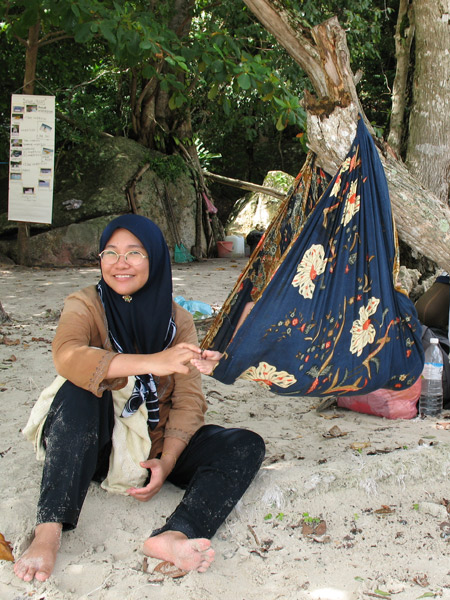
cestovní kolébka ze šátku
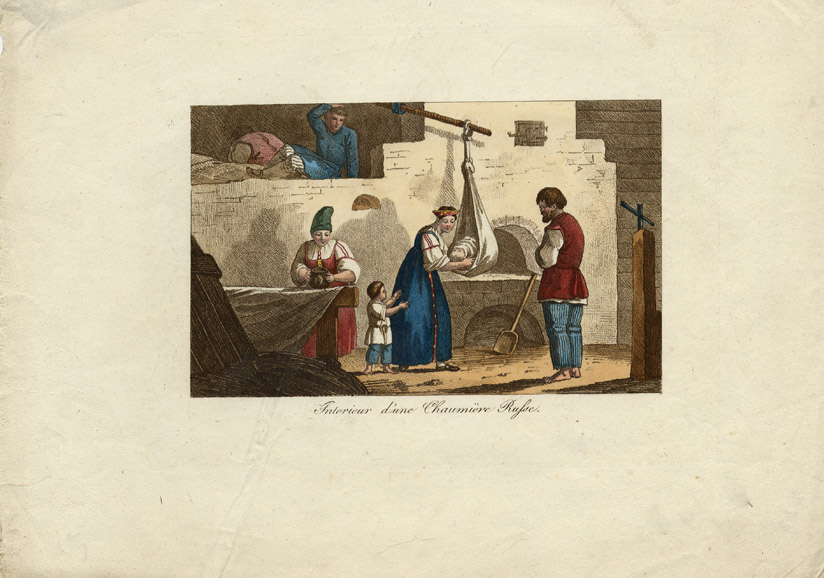
Látková kolébka (19. stol)
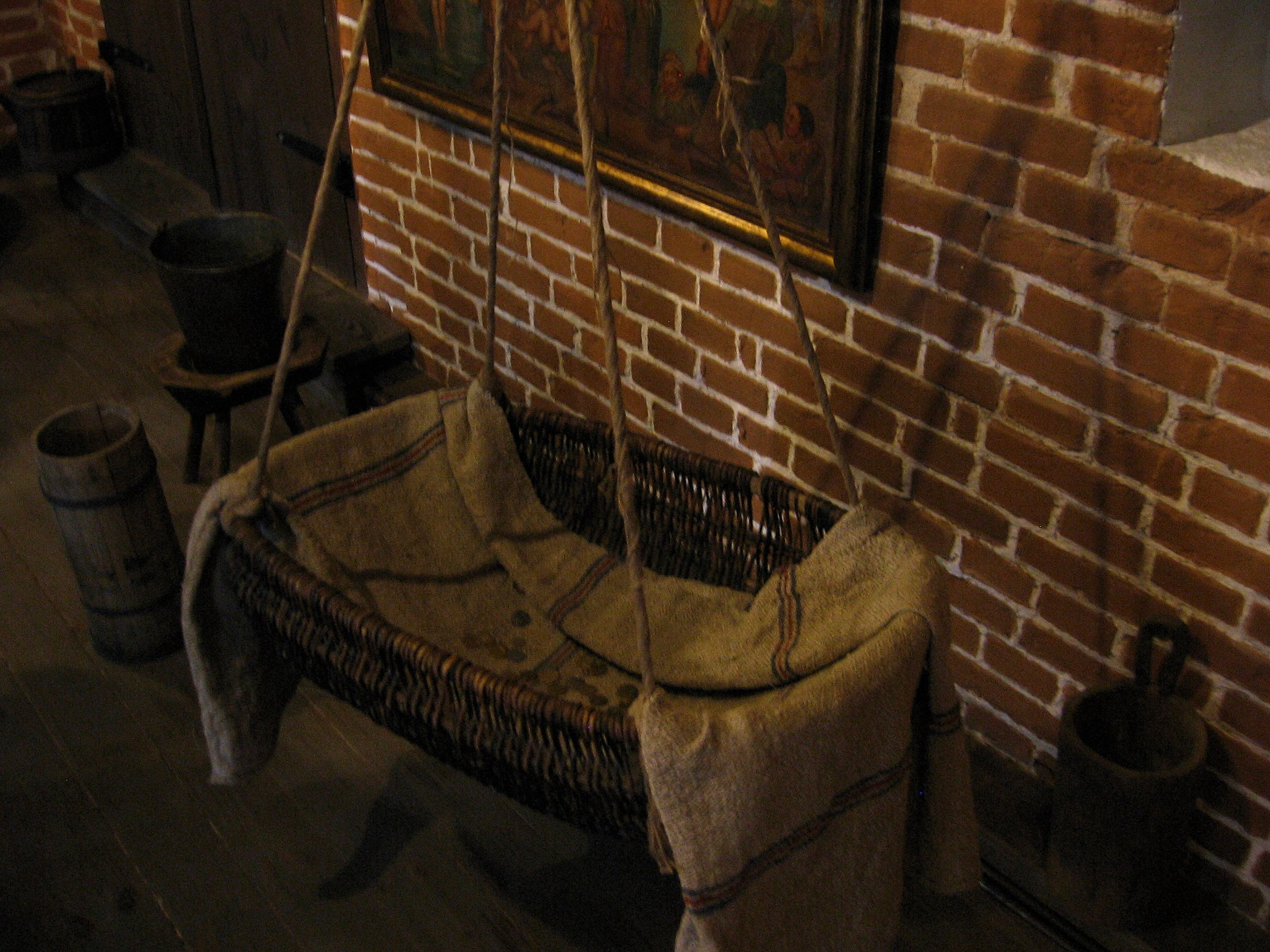
závěsná kolébka z proutí
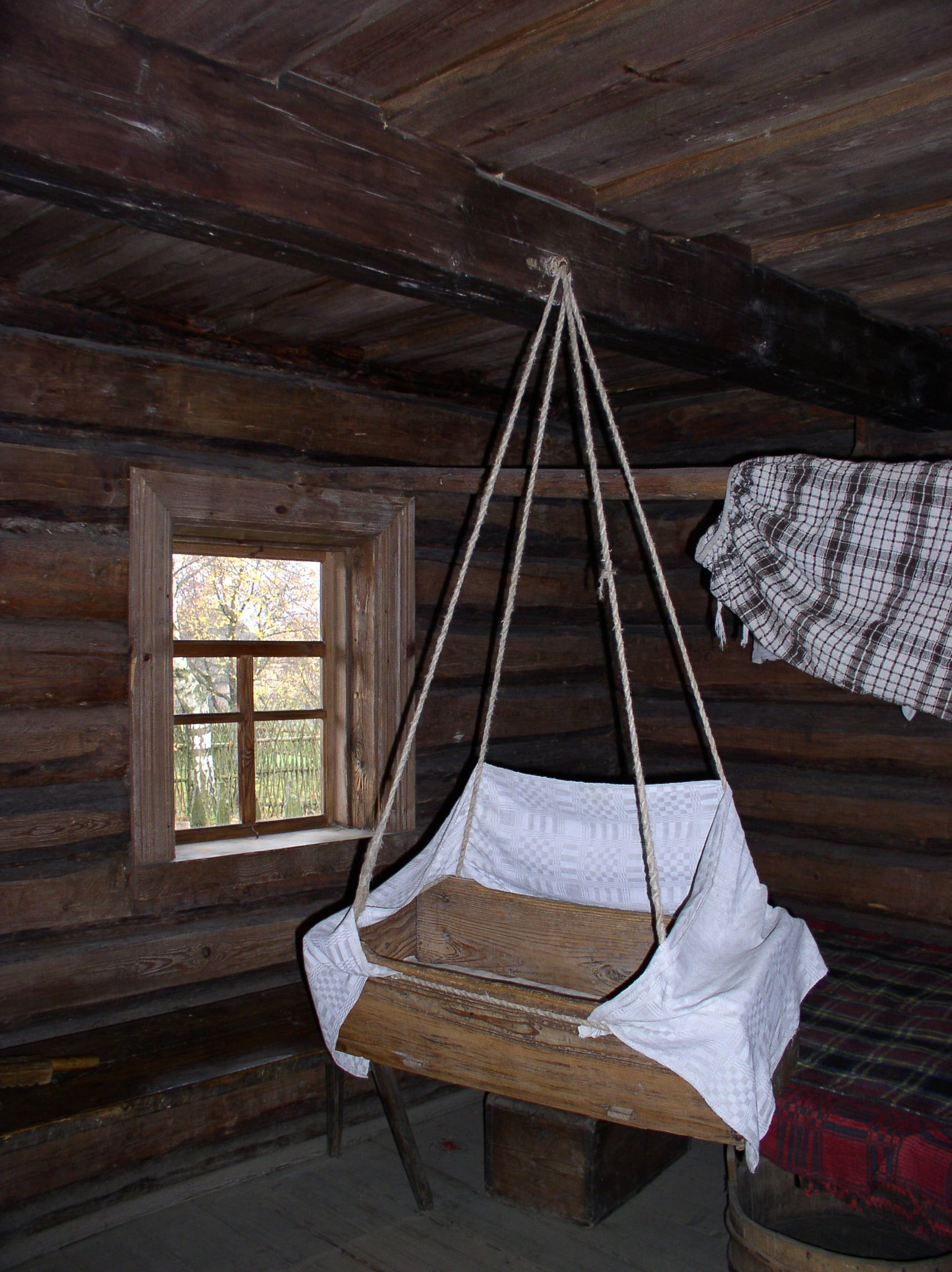
závěsná kolébka (Bělorusko)
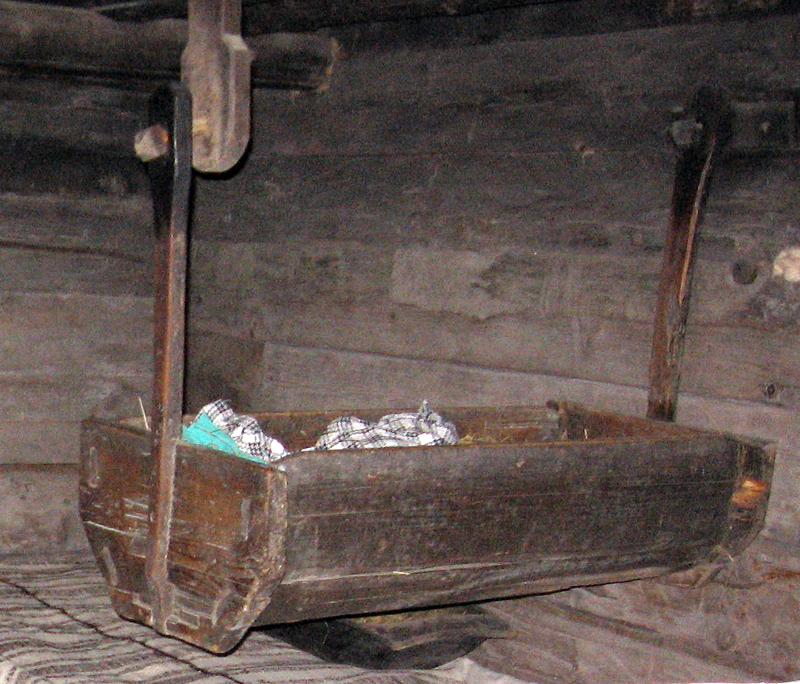
dřevěná kolébka
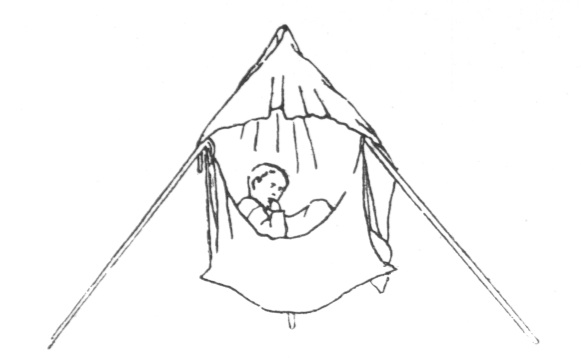
hejčadlo na dřevěné konstrukci (19. stol)
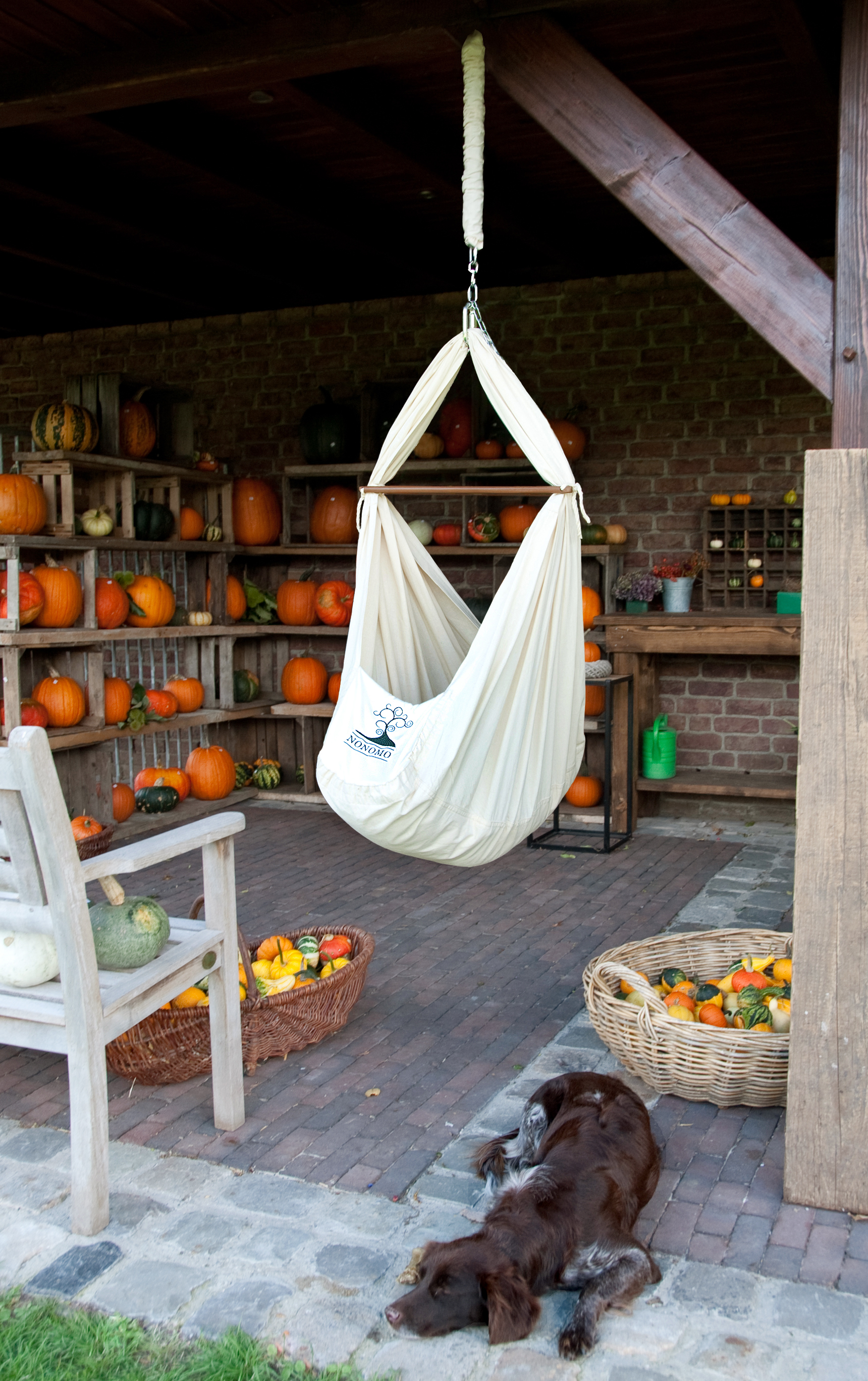
hacka na pružině

## Poznámka
Podobný princip houpání či kolébání užívají například houpací křesla nebo dětské hračky - houpací koně.
Kolébka je také jedním z úvazů miminka v šátku při nošení dětí.
Slovo kolébka se přeneseně používá u věcí, využívajících podobný pohyb, například typ vypínače.